# Vomero-domb

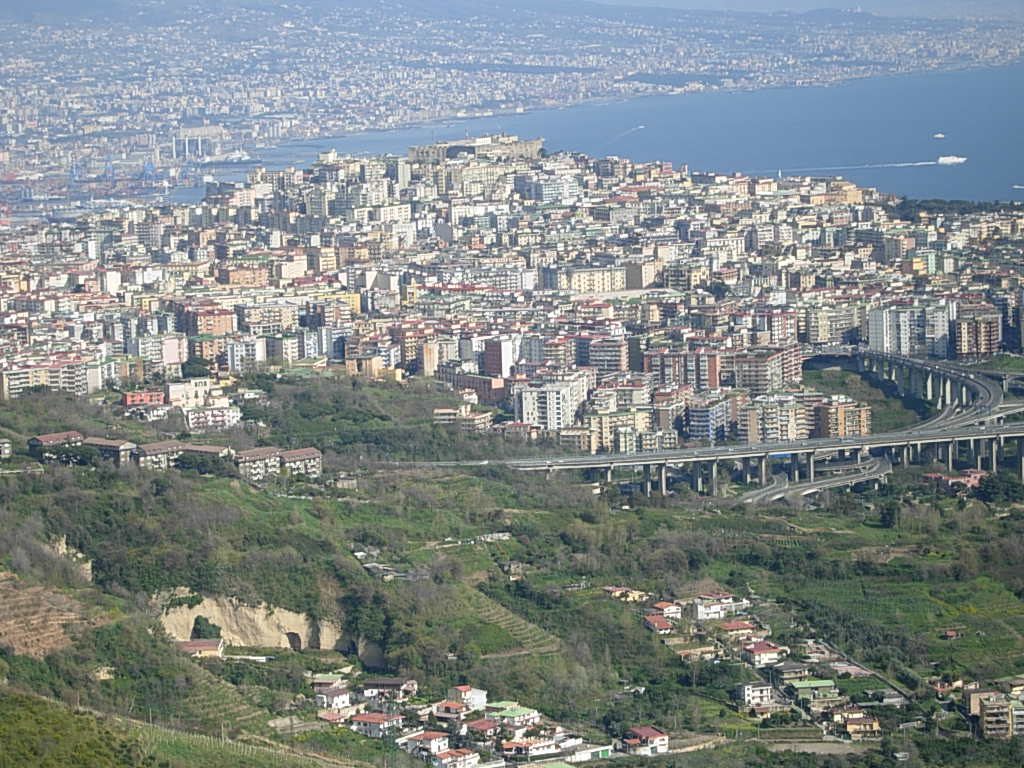
A Vomero-domb látképe

A Vomero-domb egy 190 m magas domb Nápoly történelmi belvárosától északnyugatra. Vastag tufarétegekből épül fel, amelyet az évszázadok során építőanyagnak használtak. Nyugat fele a Posillipo-fok követi. A 20. század elején teljesen beépítették. Itt található a Sant’Elmo erőd, a Szent Márton karthauzi kolostor valamint a Villa Floridiana. 